# Anders Nicolai Kiær
Anders Nicolai Kiær est un statisticien norvégien né le 15 septembre 1838 à Drammen et mort le 16 avril 1919 à Christiania. Il est célèbre pour avoir introduit la « méthode représentative ».

## Publications
- Den repræsentative undersøgelsesmethode, Oslo, Statistisk sentralbyrå
  - The Representative Method of Statistical Surveys, traduction anglaise, pdf